# Vignate
Vignate là một đô thị ở tỉnh Milano, vùng Lombardia của Italia, khoảng 15 km về phía đông của tỉnh lỵ Milano. Tại thời điểm ngày 31 tháng 12 năm 2004, đô thị này có dân số 8.237 và diện tích là 8,6 km².
Vignate giáp các đô thị: Cernusco sul Naviglio, Cassina de' Pecchi, Melzo, Rodano, Liscate, Settala.